# Николо Пизано
Никола Пизано (на италиански: Niccola Pisano), също наричан Николò Пизано (Niccolò Pisano), Никола де Апулия (Nicola de Apulia) или Никола Пизанус (Nicola Pisanus; * 1220, † 1278/80) е италиански скулптор, един от основоположниците на Проторенесанса в Италия. 
Той е автор на мраморния амвон за баптистерия в Пиза. Макар в този амвон връзката с готическата архитектура да е ясно изразена в арките, които свързват шестте колони, в релефите личи влиянието от римското изкуство на саркофазите, които Пизано вероятно е изучавал. Неговото реалистично виждане в скулптурата продължава синът му Джовани Пизано (* 1250, † 1328)
От изкуството на Николо Пизано, а също и на Джовани Пизано се влияят италианските скулптури през XIII и XIV век.

## Галерия
- Амвон на баптистерия в Пиза
- Амвон на баптистерия – детайл
- Амвон в Сиена